# Эллисон, Первис
Первис Эллисон (англ. Pervis Ellison; родился 3 апреля 1967 года в Саванне, штат Джорджия) — американский профессиональный баскетболист.

## Карьера игрока
Играл на позиции центрового и тяжёлого форварда. Учился в Луисвиллском университете, в 1989 году был выбран на драфте НБА под 1-м номером командой «Сакраменто Кингз». Позже выступал за команды «Вашингтон Буллетс», «Бостон Селтикс» и «Сиэтл Суперсоникс». Всего в НБА провёл 11 сезонов. В 1986 году Эллисон стал чемпионом Национальной ассоциации студенческого спорта (NCAA), а также самым выдающимся игроком этого баскетбольного турнира. В 1992 году был признан самым прогрессирующим игроком НБА. В 1988 году признавался баскетболистом года среди студентов конференции Metro. Один раз включался в 1-ю всеамериканскую сборную NCAA (1989). Всего за карьеру в НБА сыграл 474 игры, в которых набрал 4494 очков (в среднем 9,5 за игру), сделал 3170 подборов, 691 передачу, 293 перехвата и 752 блок-шота.
В 1987 году выиграл в составе сборной США серебряные медали Панамериканских игр в Индианаполисе.

## Статистика

### Статистика в НБА
| Сезон                                                                                    | Команда    | Регулярный сезон | Регулярный сезон | Регулярный сезон | Регулярный сезон | Регулярный сезон | Регулярный сезон | Регулярный сезон | Регулярный сезон | Регулярный сезон | Регулярный сезон | Регулярный сезон | Серия плей-офф | Серия плей-офф | Серия плей-офф | Серия плей-офф | Серия плей-офф | Серия плей-офф | Серия плей-офф | Серия плей-офф | Серия плей-офф | Серия плей-офф | Серия плей-офф |
| Сезон                                                                                    | Команда    | GP               | GS               | MPG              | FG%              | 3P%              | FT%              | RPG              | APG              | SPG              | BPG              | PPG              | GP             | GS             | MPG            | FG%            | 3P%            | FT%            | RPG            | APG            | SPG            | BPG            | PPG            |
| ---------------------------------------------------------------------------------------- | ---------- | ---------------- | ---------------- | ---------------- | ---------------- | ---------------- | ---------------- | ---------------- | ---------------- | ---------------- | ---------------- | ---------------- | -------------- | -------------- | -------------- | -------------- | -------------- | -------------- | -------------- | -------------- | -------------- | -------------- | -------------- |
| 1989/90                                                                                  | Сакраменто | 34               | 22               | 25,5             | 44,2             | 0,0              | 62,8             | 5,8              | 1,9              | 0,5              | 1,7              | 8,0              | Не участвовал  | Не участвовал  | Не участвовал  | Не участвовал  | Не участвовал  | Не участвовал  | Не участвовал  | Не участвовал  | Не участвовал  | Не участвовал  | Не участвовал  |
| 1990/91                                                                                  | Вашингтон  | 76               | 30               | 25,6             | 51,3             | 0,0              | 65,0             | 7,7              | 1,3              | 0,6              | 2,1              | 10,4             | Не участвовал  | Не участвовал  | Не участвовал  | Не участвовал  | Не участвовал  | Не участвовал  | Не участвовал  | Не участвовал  | Не участвовал  | Не участвовал  | Не участвовал  |
| 1991/92                                                                                  | Вашингтон  | 66               | 64               | 38,0             | 53,9             | 33,3             | 72,8             | 11,2             | 2,9              | 0,9              | 2,7              | 20,0             | Не участвовал  | Не участвовал  | Не участвовал  | Не участвовал  | Не участвовал  | Не участвовал  | Не участвовал  | Не участвовал  | Не участвовал  | Не участвовал  | Не участвовал  |
| 1992/93                                                                                  | Вашингтон  | 49               | 48               | 34,7             | 52,1             | 0,0              | 70,2             | 8,8              | 2,4              | 0,9              | 2,2              | 17,4             | Не участвовал  | Не участвовал  | Не участвовал  | Не участвовал  | Не участвовал  | Не участвовал  | Не участвовал  | Не участвовал  | Не участвовал  | Не участвовал  | Не участвовал  |
| 1993/94                                                                                  | Вашингтон  | 47               | 24               | 25,1             | 46,9             | 0,0              | 72,2             | 5,1              | 1,5              | 0,5              | 1,1              | 7,3              | Не участвовал  | Не участвовал  | Не участвовал  | Не участвовал  | Не участвовал  | Не участвовал  | Не участвовал  | Не участвовал  | Не участвовал  | Не участвовал  | Не участвовал  |
| 1994/95                                                                                  | Бостон     | 55               | 11               | 19,7             | 50,7             | 0,0              | 71,7             | 5,6              | 0,6              | 0,4              | 1,0              | 6,8              | 4              | 0              | 17,0           | 57,9           | -              | 100,0          | 4,3            | 0,5            | 0,5            | 1,3            | 6,0            |
| 1995/96                                                                                  | Бостон     | 69               | 29               | 20,7             | 49,2             | -                | 64,1             | 6,5              | 0,9              | 0,6              | 1,4              | 5,3              | Не участвовал  | Не участвовал  | Не участвовал  | Не участвовал  | Не участвовал  | Не участвовал  | Не участвовал  | Не участвовал  | Не участвовал  | Не участвовал  | Не участвовал  |
| 1996/97                                                                                  | Бостон     | 6                | 4                | 20,8             | 37,5             | -                | 60,0             | 4,3              | 0,7              | 0,8              | 1,5              | 2,5              | Не участвовал  | Не участвовал  | Не участвовал  | Не участвовал  | Не участвовал  | Не участвовал  | Не участвовал  | Не участвовал  | Не участвовал  | Не участвовал  | Не участвовал  |
| 1997/98                                                                                  | Бостон     | 33               | 8                | 13,5             | 57,1             | -                | 58,8             | 3,3              | 0,9              | 0,6              | 0,9              | 3,0              | Не участвовал  | Не участвовал  | Не участвовал  | Не участвовал  | Не участвовал  | Не участвовал  | Не участвовал  | Не участвовал  | Не участвовал  | Не участвовал  | Не участвовал  |
| 1999/00                                                                                  | Бостон     | 30               | 5                | 9,0              | 44,2             | -                | 71,4             | 2,2              | 0,4              | 0,3              | 0,3              | 1,8              | Не участвовал  | Не участвовал  | Не участвовал  | Не участвовал  | Не участвовал  | Не участвовал  | Не участвовал  | Не участвовал  | Не участвовал  | Не участвовал  | Не участвовал  |
| 2000/01                                                                                  | Сиэтл      | 9                | 0                | 4,4              | 28,6             | -                | 100,0            | 1,3              | 0,3              | 0,0              | 0,2              | 0,7              | Не участвовал  | Не участвовал  | Не участвовал  | Не участвовал  | Не участвовал  | Не участвовал  | Не участвовал  | Не участвовал  | Не участвовал  | Не участвовал  | Не участвовал  |
|                                                                                          | Всего      | 474              | 245              | 24,5             | 51,0             | 5,0              | 68,9             | 6,7              | 1,5              | 0,6              | 1,6              | 9,5              | 4              | 0              | 17,0           | 57,9           | -              | 100,0          | 4,3            | 0,5            | 0,5            | 1,3            | 6,0            |
| Наведите курсор мыши на аббревиатуры в заголовке таблицы, чтобы прочесть их расшифровку. |            |                  |                  |                  |                  |                  |                  |                  |                  |                  |                  |                  |                |                |                |                |                |                |                |                |                |                |                |